# خوزه رودریگز مارتینز
خوزه رودریگز مارتینز (اسپانیایی: José Rodríguez Martínez‎؛ زادهٔ ۱۶ دسامبر ۱۹۹۴) یک بازیکن فوتبال اهل اسپانیا است که در پست هافبک برای مکابی تل‌آویو به صورت قرضی از ماینتس ۰۵ بازی می‌کند.
از باشگاه‌هایی که در آن بازی کرده‌است می‌توان به رئال مادرید، دپورتیوو لاکرونیا، گالاتاسرای، ماینتس ۰۵، مالاگا و مکابی تل‌آویو اشاره کرد.